# Déclaration d'Ayacucho
 (mars 2025).
Si vous disposez d'ouvrages ou d'articles de référence ou si vous connaissez des sites web de qualité traitant du thème abordé ici, merci de compléter l'article en donnant les références utiles à sa vérifiabilité et en les liant à la section « Notes et références ».
Le 9 décembre 1974, à l'occasion du 150e anniversaire de la bataille d'Ayacucho, lieu de la victoire finale de Simón Bolívar sur l'Espagne, huit nations hispano-américaines ont fait part de leur intention d'envisager des limitations d'armement. Les représentants de l'Argentine, de la Bolivie, du Chili, de la Colombie, de l'Équateur, du Panama, du Pérou et du Venezuela ont déclaré conjointement qu'il fallait « créer les conditions permettant une limitation effective des armements et mettre fin à leur acquisition à des fins militaires offensives, afin de consacrer toutes les ressources possibles au développement économique ».
En 1975, les signataires de la déclaration — six seulement sur les huit, sans l'Argentine et le Panama — étaient parvenus à un consensus sur l'interdiction d'une série d'armes et d'équipements, notamment les armes nucléaires, biologiques et chimiques, les missiles balistiques, les porte-avions, les croiseurs et les sous-marins nucléaires. La Colombie est également restée fermement opposée à l'introduction de missiles stratégiques dans la région - une initiative favorisée par le Venezuela voisin - ainsi qu'à tous les modèles d'avions bombardiers.
En septembre 1980, la Colombie s'est jointe à trois des premiers signataires de la déclaration et au Costa Rica pour adopter la Charte de conduite, qui réaffirme le soutien à la résolution pacifique des conflits et aux principes de la déclaration de 1974.